# Kærlighed pr. Flytteomnibus
Kærlighed pr. Flytteomnibus er en dansk stumfilm fra 1915, der er instrueret af Lau Lauritzen Sr. efter manuskript af A.V. Olsen.

## Handling
Denne artikel mangler et handlingsreferat. Hjælp os med at skrive det.

## Medvirkende
- Lauritz Olsen - Kandidat Hoppe
- Stella Lind - Erna Müller
- Oscar Stribolt - Ernas far
- Betzy Kofoed
- Oscar Nielsen